# Baleizão
 Baleizão ist eine Gemeinde, Freguesia, in Portugal im Landkreis und Bezirk von  Beja, mit 139,7 km² Grundfläche mit 884 Einwohnern (Stand 19. April 2021). Dies ergibt eine Bevölkerungsdichte von 6,33 Einwohnern/km².
Die Landarbeiterin Catarina Eufémia wurde am 19. Mai 1954 auf dem Berg Monte do Olival erschossen. Sie galt als Widerstandskämpferin gegen das Salazar-Regime.

## Wappen
In Rot zwei mit silberne  hersehende Stierköpfe über einem goldenen Hut unter dem eine silberne  Sichel  ist. Auf dem Schild ruht eine dreitürmige Mauerkrone. Im weißen Band am Schildfuß der Ortsname in schwarzen Buchstaben „BALEIZÃO“.